# Torneo de San Petersburgo 2021
El St. Petersburg Open 2021 fue un torneo de tenis perteneciente al ATP Tour 2021 en la categoría ATP Tour 250. El torneo tuvo lugar en la ciudad de San Petersburgo (Rusia) desde el 25 hasta el 31 de octubre de 2021 sobre canchas duras.

## Distribución de puntos
| Modalidad            | Campeón | Finalista | Semifinales | Cuartos de final | 2ª ronda | 1ª ronda | Clasificados | 2ª ronda de clasificación | 1ª ronda de clasificación |
| Individual masculino | 250     | 165       | 100         | 50               | 25       | 0        | 13           | 7                         | 0                         |
| Dobles masculino     | 250     | 150       | 90          | 45               | 20       | 0        | -            | -                         | -                         |

## Cabezas de serie

### Individuales masculino
| Tenista          | Ranking | Preclasificado |
| Andrey Rublev    | 6       | 1              |
| Denis Shapovalov | 15      | 2              |
| Roberto Bautista | 20      | 3              |
| Aslán Karatsev   | 22      | 4              |
| Taylor Fritz     | 30      | 5              |
| Karen Jachanov   | 31      | 6              |
| Aleksandr Búblik | 35      | 7              |
| Sebastian Korda  | 38      | 8              |

- Ranking del 18 de octubre de 2021.[2]

### Dobles masculino
| Tenistas                         | Ranking | Preclasificados |
| Jamie Murray Bruno Soares        | 33      | 1               |
| Raven Klaasen Ben McLachlan      | 54      | 2               |
| Marcelo Arévalo Matwé Middelkoop | 71      | 3               |
| Andrey Golubev Hugo Nys          | 87      | 4               |

## Campeones

### Individual masculino
Marin Čilić venció a  Taylor Fritz por 7-6(7-3), 4-6, 6-4

### Dobles masculino
Jamie Murray /  Bruno Soares vencieron a  Andrey Golubev /  Hugo Nys por 6-3, 6-4